# 外高桥发电厂
外高桥发电厂是中華人民共和國上海市浦东新区外高橋保稅區附近的一座燃煤電廠，它装机容量為5000兆瓦，是世界上第七大燃煤发电站，隸屬於中國電力投資集團公司上海外高桥发电有限责任公司。1992年10月15日，外高橋發電廠動工。1994年12月18日，一號機組並網發電。1998年3月19日，四台機組全部投入運行。
2022年2月15日22时45分左右，外高桥电厂2号锅炉布袋除尘器发生坍塌，造成6名与外包公司上海星卓电力工程有限公司签署劳务合同的作业人员遇難。搜救过程中，电厂和外包公司未及时告知遇难者家属具体救援进度，也未告知家属事故原因。